# Hippeophyllum micranthum
Hippeophyllum micranthum är en orkidéart som beskrevs av Rudolf Schlechter. Hippeophyllum micranthum ingår i släktet Hippeophyllum och familjen orkidéer. Inga underarter finns listade i Catalogue of Life.